# Fernando Montero Aramburú
Fernando Montero Aramburú, né le 23 juin 1946 à Lima, est un homme politique péruvien.

## Biographie
Il est ministre de l'Énergie et des Mines (es) de 1982 à 1983.